# Flanders Darts Trophy
| Flanders Darts Trophy | Flanders Darts Trophy      |
| --------------------- | -------------------------- |
| Sportart              | Darts                      |
| Organisator           | PDC                        |
| Turnierart            | Ranglistenturnier          |
| Austragungsort        | Antwerp Expo, Antwerpen    |
| Austragungszeitraum   | September                  |
| Rekordsieger          | Dave Chisnall (1×)         |
| amtierender Sieger    | Dave Chisnall              |
| Letzte Austragung     | Flanders Darts Trophy 2024 |
| Nächste Austragung    | Flanders Darts Trophy 2025 |

Die Flanders Darts Trophy ist ein Ranglistenturnier der Professional Darts Corporation. Es ist ein Event der European Darts Tour, welche im Rahmen der Pro Tour durchgeführt wird. Es wurde 2024 zum ersten Mal ausgetragen.

## Format
Das Turnier wird im K.-o.-System gespielt. Spielmodus ist in den ersten drei Runden best of 11 legs, im Halbfinale best of 13 legs und im Finale best of 15 legs.
Jedes leg wird im double-out-Modus gespielt.

## Preisgeld
Bei diesem Turnier werden insgesamt £ 175.000 an Preisgeldern ausgeschüttet.
Das Preisgeld verteilt sich unter den Teilnehmern wie folgt:
| Position (Anzahl der Spieler) | Position (Anzahl der Spieler) | Preisgeld |
| ----------------------------- | ----------------------------- | --------- |
| Gewinner                      | (1)                           | £ 30.000  |
| Finalist                      | (1)                           | £ 12.000  |
| Halbfinalisten                | (2)                           | £ 8.500   |
| Viertelfinalisten             | (4)                           | £ 6.000   |
| Achtelfinalisten              | (8)                           | £ 4.000   |
| Verlierer der 2. Runde        | (16)                          | £ 2.500   |
| Verlierer der Vorrunde        | (16)                          | £ 1.250   |
|                               |                               |           |
|                               |                               | £ 175.000 |

## Finalergebnisse
| Jahr | Austragungsort          | Sieger        | Ergebnis | Finalist           | Preisgeld  | Preisgeld |
| Jahr | Austragungsort          | Sieger        | Ergebnis | Finalist           | Gesamt     | Sieger    |
| ---- | ----------------------- | ------------- | -------- | ------------------ | ---------- | --------- |
| 2024 | Antwerp Expo, Antwerpen | Dave Chisnall | 8 : 6    | Ricardo Pietreczko | 0£ 175.000 | 0£ 30.000 |
| 2025 | Antwerp Expo, Antwerpen |               | :        |                    | 0£ 175.000 | 0£ 30.000 |

## Höchste Averages
Die Tabelle nennt die zehn höchsten Averages in der Turniergeschichte.
| #  | Spieler              | Jahr | Runde         | Average | Ergebnis |
| -- | -------------------- | ---- | ------------- | ------- | -------- |
| 1  | Luke Littler         | 2024 | 2. Runde      | 111,13  | Sieg     |
| 2  | Gabriel Clemens      | 2024 | 2. Runde      | 107,27  | Sieg     |
| 3  | Ricardo Pietreczko   | 2024 | Halbfinale    | 104,92  | Sieg     |
| 4  | Ritchie Edhouse      | 2024 | 1. Runde      | 104,63  | Sieg     |
| 5  | Luke Humphries       | 2024 | Viertelfinale | 104,29  | Sieg     |
| 6  | Stephen Bunting      | 2024 | 2. Runde      | 104,24  | Sieg     |
| 7  | Chris Dobey          | 2024 | Viertelfinale | 104,15  | Sieg     |
| 8  | Dirk van Duijvenbode | 2024 | 1. Runde      | 103,67  | Sieg     |
| 9  | Josh Rock            | 2024 | 2. Runde      | 103,66  | Sieg     |
| 10 | Ricardo Pietreczko   | 2024 | Achtelfinale  | 102,94  | Sieg     |